# 文江镇 (高县)
文江镇，是中华人民共和国四川省宜宾市高县下辖的一个乡镇级行政单位。

## 行政区划
文江镇下辖以下地区：
民主社区、柳湖社区、中心社区、滨河社区、腾龙社区、怀远社区、胜利村、蔬菜村、七宝村、桂花村、剑南村、石龙村、文江村、东山村、高合村、籁笏村、凉村社区村、大桥社区村、棕树村、云山村、新胜村、自治村、白云村、黄泥村、新马村、腾龙村、同心村、先锋村、白果村、凉风村、石塔村、楠木村、芙蓉村、得狼村、花庄村、藤然村和长田村。